# Ethias
Ethias is een Belgische verzekeringsgroep. Hoofdaandeelhouders zijn de Belgische overheid, het Vlaams Gewest en het Waals Gewest.

## Geschiedenis
In 1919 richtte een groep gemeente- en provinciebesturen de Onderlinge maatschappij der openbare besturen voor verzekering tegen brand, bliksem en ontploffingen op. In 1957 werd de burgerlijke aansprakelijkheidsverzekering voor auto's verplicht en Omob, tot dan enkel verzekeraar van de openbare collectiviteiten, opende ook voor werknemers uit de openbare sector. In 1975 verhuisde de groep in Luik naar een nieuw kantoorgebouw, in 1983 werd een centrum in Brussel geopend en in 1984 werd de Vlaamse zetel in Hasselt geopend.
Aanvankelijk richtte de groep zich tot de openbare sector en de openbare ondernemingen, maar sinds januari 2000 is dat uitgebreid naar private ondernemingen en het publiek. 
Ondanks het feit dat Ethias nog steeds werkt binnen een mutualistisch verband is zij sinds 2008 een nv.

## Huidige situatie
Ethias is de vierde grootste verzekeraar van België voor alle takken samen met 9 % marktaandeel in 2019. Ethias is een onafhankelijke, Belgische maatschappij. Ze telt iets meer dan één miljoen klanten.

## Structuur
Bovenaan de groep situeren vier aandeelhouders. De federale staat (via de Federale Participatie- en Investeringsmaatschappij, het Waals Gewest (via de Wallonie Entreprendre) en het Vlaams Gewest bezitten elk 31,66% van Ethias. De coöperatieve vennootschap EthiasCo bezit 5%. Tot 2019 waren zij eigenaar van Vitrufin, een holding boven Ethias die in 2019 met Ethias fuseerde.
Ethias nv is de belangrijkste operationele entiteit van de groep aangezien zij alle verzekeringsactiviteiten groepeert. Begin 2020 was er sprake om de groep opnieuw te privatiseren, maar het nieuws leidde meteen tot politieke tegenkanting.

### EthiasCo
EthiasCo werd in 2013 opgericht. In 2017 werd een nieuwe EthiasCo opgericht, als opvolger van Ethias Gemeen Recht (Ethias Droit Commun).
Naast een participatie van 5% in Ethias bezit ze aandelen in de energiesector (Socofe en de Vlaamse Energieholding), alsook een klein aandeel van 0,1 % van Ethias Services. Daarnaast heeft de holding sinds 2022 nieuwe investeringen gedaan in G4Y (zonnepanelen), Hamsterhuren (maatschappelijk vastgoed), Epico II Wind (windenergie), Fluxys (gastransport) en Epico II en I4B (fondsen ter bevordering van de ontwikkeling van maatschappelijke projecten voor hoofzakelijk de Belgische economie).

## Bestuur

### Ethias
| Periode      | Voorzitter            |
| ------------ | --------------------- |
| 2001 - 2007  | Jean-Pierre Grafé     |
| 2007 - 2008  | Steve Stevaert        |
| 2008 - 2017  | Erik De Lembre        |
| 2017 - heden | Myriam Van Varenbergh |

| Periode      | CEO                         |
| ------------ | --------------------------- |
| 1995 - 2008  | Guy Burton                  |
| 2008 - 2016  | Bernard Thiry               |
| 2016 - 2017  | Benoît Verwilghen (interim) |
| 2017 - heden | Philippe Lallemand          |

### Ethias Gemeen Recht / EthiasCo
| Periode             | Voorzitter          |
| Ethias Gemeen Recht | Ethias Gemeen Recht |
| ------------------- | ------------------- |
| ? - 2007            | Jean-Pierre Grafé   |
| 2007 - 2013         | Steve Stevaert      |
| EthiasCo            |                     |
| 2013 - 2015         | Steve Stevaert      |
| 2015 - 2023         | Olivier Henin       |
| 2023 - heden        | Willy Demeyer       |

| Periode     | CEO                         |
| ----------- | --------------------------- |
| 1995 - 2008 | Guy Burton                  |
| 2008 - 2016 | Bernard Thiry               |
| 2016 - 2017 | Benoît Verwilghen (interim) |
| ? - heden   | Joris Laenen                |

## Trivia
- Van 2004 tot 2021 gaf de verzekeraar haar naam aan de Ethias Arena in Hasselt.